# Collège des médecins du Québec
Pour les articles homonymes, voir CMQ.
 (juin 2016).
Si vous disposez d'ouvrages ou d'articles de référence ou si vous connaissez des sites web de qualité traitant du thème abordé ici, merci de compléter l'article en donnant les références utiles à sa vérifiabilité et en les liant à la section « Notes et références ».
 (février 2019).
Le Collège des médecins du Québec (CMQ) est l’ordre professionnel qui encadre la pratique des 26 000 médecins et 4 000 résidents exerçant au Québec, dont 47 % sont des médecins de famille et 51 % des médecins d’autres spécialités. Pour incarner sa mission qui consiste à protéger le public en veillant à une médecine de qualité, le CMQ voit au respect des normes professionnelles et éthiques dans l’exercice médical, tout en soutenant les médecins en pratique.

## Vocation et mandat du CMQ
(septembre 2024).
Depuis plus de 175 ans, le CMQ s’assure d’offrir une médecine de qualité à la population du Québec. Pour réaliser pleinement ce mandat d’excellence et de protection, il voit au respect du Code des professions, de la Loi médicale et de tout règlement qui découle de ces lois.
Concrètement, le Collège des médecins du Québec assure des activités de surveillance, traite les plaintes du public, accompagne les médecins dans le maintien de leurs compétences, veille à la qualité des programmes de formation médicale des universités, délivre les permis d’exercice, contrôle l'exercice illégal de la médecine et se prononce sur les enjeux sociétaux ayant des impacts sur la santé populationnelle et les soins dispensés.
Un nouveau plan stratégique triennal est en cours de déploiement au CMQ. D’ici à la fin de l’année 2027, l’organisation misera sur la poursuite du plan précédent, dans un contexte de modernisation des lois professionnelles québécoises. Les principaux chantiers identifiés seront tous axés sur la protection du public, en visant un meilleur accès à des soins et services de santé de qualité offerts par des médecins compétents et en santé. Ils seront articulés autour de l’organisation du CMQ, de la protection du public et du soutien continu aux membres de l’ordre.
Afin d’assurer une meilleure accessibilité du grand public aux soins de santé, le CMQ effectuera les représentations nécessaires pour accroître l’efficacité de la première ligne, désengorger les urgences, élargir les services offerts à domicile à la population vieillissante, permettre de meilleurs suivis en santé mentale et resserrer les listes d’attente en chirurgie. Pour ce faire, de nouvelles avenues d’interdisciplinarité et l’élargissement des pratiques à d’autres professionnels de la santé, incluant le diagnostic, sont actuellement envisagés de concert avec d’autres ordres professionnels du Québec.

## Mission du CMQ
La mission du CMQ est de protéger le public en veillant à une médecine de qualité. Pour ce faire, le CMQ s’assure que toute personne – peu importe sa situation, son origine, sa religion, son identité de genre ou son orientation sexuelle – reçoive des soins médicaux de pointe et nécessaires à sa santé, où qu’elle se trouve sur le territoire québécois et lorsqu’elle en besoin.

## Valeurs du CMQ
Les actions du Collège des médecins du Québec sont guidées par 5 valeurs :
1. Engagement : le Collège place la protection du public au cœur même de ses actions et met l’expertise de ses membres au service de l’intérêt collectif;
2. Rigueur : le Collège table sur le professionnalisme, la compétence et l’objectivité pour être digne de la confiance du public et de ses membres;
3. Collaboration : le Collège mise sur le dialogue et valorise les partenariats pour atteindre l’excellence des soins de santé;
4. Intégrité : le Collège plébiscite la fiabilité, en prenant des décisions qui sont justes, impartiales et crédibles;
5. Respect : le Collège est à l’écoute du public, de ses membres et de ses employés.

### Responsabilité sociale et développement durable du CMQ
Pour réaliser pleinement son mandat, le CMQ priorise la responsabilité sociale et le développement durable (RSDD), qui constituent des prémisses essentielles permettant de comprendre plus globalement l’être humain, en interaction avec son environnement.
En misant sur la RSDD, le CMQ souhaite mesurer les impacts de ses actions sur l’humain, l’écologie et la société tout entière, et celles posées par les membres de son Conseil d’administration, des membres de son personnel, ainsi que de l’ensemble des médecins et cohortes d’apprenants en médecine.
Pour le CMQ, les principes de la RSDD doivent se refléter dans :
- ses décisions à tous les niveaux de l’organisation;
- ses actions auprès de la population et de ses parties prenantes;
- ses interventions publiques sur des enjeux sociétaux en santé.

Ainsi, une politique de RSDD visant la mise en œuvre de diverses stratégies a été adoptée au printemps 2022 par le CMQ. Un comité d’orientation – composé de médecins, d’autres professionnels de la santé, de patients partenaires et de personnes qualifiées issues du grand public – voit à son application et à son évolution.

### Équité, diversité et inclusion au CMQ
Composante parallèle, voire inhérente à la RSDD, l’ÉDI – pour équité, diversité et inclusion – est aussi chère au Collège des médecins du Québec. Il s’est doté d’une politique en la matière et d’un énoncé de position, en plus de mener à bien plusieurs initiatives visant à lutter contre le racisme systémique et les biais idéologiques en santé.
Visant tant le personnel du Collège que ses médecins membres et le public qu’il dessert, ces éléments ont été formulés lors de prises de position et d’actions concrètes : 
- énoncé de reconnaissance territoriale;
- dépôt, à l’Assemblée nationale, d’un mémoire en lien avec le projet de loi no 32 sur la sécurisation culturelle;
- reconnaissance des Principes de Joyce et de Jordan;
- mise sur pied d’un groupe de travail sur les interruptions de grossesse et les stérilisations non consenties des femmes autochtones;
- coélaboration avec diverses communautés autochtones et marginalisées d’une formation de base en sécurisation culturelle des soins de santé;
- création d’un groupe consultatif permanent;
- travail de coconstruction visant à décoloniser les structures de soins;
- reconnaissance du savoir et des expériences autochtones en matière de santé;
- présentation d’un avis sur les identités de genre et les soins transaffirmatifs au comité des sages du ministère de la Famille;
- etc.

Fort de ces initiatives, le CMQ fait de la RSDD et de l’ÉDI des thèmes centraux de ses initiatives et prises de position, tant actuelles que futures, car il est convaincu de l’importance de développer une éthique sociale, environnementale et culturellement sécuritaire au sein de la profession.

## Membrariat du CMQ et effectifs médicaux québécois
En date du 1er juillet 2024, le Québec comptait précisément, à son tableau de l’ordre, 25 683 médecins inscrits œuvrant dans 60 spécialités différentes, et dont plus de 22 000 sont actifs aux quatre coins de la province. La répartition s’établit comme suit :
- 47 % de médecins de famille
- 51 % de médecins d’autres spécialités.

Le rapport annuel 2023-2024 du CMQ fournit davantage d’informations.

## Réglementation médicale
Les médecins québécois sont assujettis à la Loi médicale, au Code des professions ainsi qu’aux divers règlements adoptés par le Collège des médecins du Québec. Afin de s’acquitter des divers mandats qui lui incombent et qui découlent de sa mission, le Collège des médecins du Québec procède régulièrement à l’élaboration ou à la révision de règlements, qui visent à ce que l’exercice de la médecine au Québec reflète fidèlement des normes éthiques et déontologiques élevées pour garantir au public une médecine de qualité.
La profession médicale en est une à exercice exclusif. Seuls les membres du CMQ ont le droit d’utiliser le titre de médecin et de pratiquer la médecine.
La Loi médicale spécifie d’ailleurs ce qu’est l’exercice de la médecine et le champ d’exercice du médecin : « Constitue l’exercice de la médecine tout acte qui a pour objet de diagnostiquer ou de traiter toute déficience de la santé d’un être humain. L’exercice de la médecine comprend, notamment, la consultation médicale, la prescription de médicaments ou de traitements, la radiothérapie, la pratique des accouchements, l’établissement et le contrôle d’un diagnostic, le traitement de maladies ou d’affections. Le médecin peut, dans l’exercice de sa profession, donner des conseils permettant de prévenir les maladies et promouvoir les moyens favorisant une bonne santé ».

## Gouvernance du CMQ
Pour s’acquitter de ses fonctions, le CMQ s’appuie sur sa permanence et son Conseil d’administration. Il compte aussi sur des comités permanents ainsi que sur 9 directions. La Direction générale coordonne les activités de toutes les directions et s’assure de mettre en application les décisions et les orientations du Conseil d’administration et du comité des requêtes.

## Conseil d'administration du CMQ
Le Conseil d’administration (CA) du Collège des médecins du Québec veille à l’administration générale des affaires du Collège et à l’application des dispositions du Code des professions, de la Loi médicale et des règlements qui en découlent. Il exerce tous les droits, pouvoirs et prérogatives du Collège, sauf ceux qui sont du ressort des membres du Collège réunis en assemblée générale annuelle.

## Présidence du CMQ
Ce sont les membres élus au CA du CMQ qui choisissent parmi eux la personne qui assumera la présidence de l’organisation. Il s’agit d’une fonction importante puisque le membre choisi représente le CMQ auprès des instances politiques et des partenaires de l’ordre, en plus d’agir comme porte-parole principal auprès d’un grand nombre d’intervenants (politiques, médiatiques, etc.). La personne qui préside le CMQ veille aussi à la qualité et à la quantité des services offerts au public, dans le respect de la mission de l’ordre professionnel.
Depuis le 19 octobre 2018, le Dr Mauril Gaudreault préside le Collège des médecins du Québec. Il est le 34e président de l’histoire du CMQ.
Vous pouvez accéder à la liste complète des médecins qui se sont succédé à la présidence du Collège des médecins du Québec au fil du temps sur la page consacrée à l’histoire du CMQ dans son site Web.

## Ressources offertes à la population par le CMQ
Afin de bien protéger la population et de lui assurer un accès à une médecine de qualité, le Collège des médecins du Québec peut aiguiller le public en matière de déontologie médicale, l’aider à accéder à un document clinique et recevoir ses signalements relatifs à des situations anormales ou à l’exercice illégal de la médecine. La section Protéger le public, du site Web du CMQ, fournit tous les détails pertinents en la matière.
Le CMQ met à la disposition de la population son Bottin des médecins et des résidents, qu’il est possible de consulter en tout temps pour accéder à la fiche d’un médecin spécifique ou d’une personne résidente en médecine. Ce bottin recense les coordonnées et l’historique de tous les praticiens qui exercent au Québec.
Les avis de radiation, de limitation, de suspension ou de révocation de permis auxquels font face les médecins, ainsi que la liste des nouveaux membres de l’ordre ou celle des médecins décédés peuvent être consultés dans le site Web du CMQ.

### Services offerts aux médecins
- Soutien et conseil en déontologie
- Formation continue
- Etc.

## Publications du CMQ
Le Collège des médecins du Québec publie de nombreux contenus d’intérêt, tels que des guides d’exercice, des mémoires, des articles, des webzines et des fiches d’information. Le CMQ se prononce aussi sur une multitude d’enjeux d’actualité qui touchent la médecine et la santé au Québec.

## Histoire
Incorporé en 1847, le Collège des médecins et des chirurgiens du Bas-Canada est à l’origine formé de 190 membres cliniciens. Le Dr Daniel Arnoldi en est le premier président. Depuis ses tout débuts, les actions du Collège visent à assurer au public une médecine de qualité.
La Grande charte de 1847 donne au corps médical du Bas-Canada le pouvoir d’établir ses propres règlements en matière de formation et de pratique de la médecine. C’est la Loi de 1876 qui rend obligatoire l’inscription de tous les médecins licenciés en territoire québécois au sein d’un ordre professionnel. Dès lors, la profession médicale verra son autonomie renforcée face aux pouvoirs publics et le principe de liberté du lieu d’exercice en découlera.
Le Dr Emmanuel-Persillier Lachapelle, président du Collège de 1898 à 1907, transforme les activités internes et externes de l’ordre de multiples façons : rédaction d’un Code de déontologie, mise sur pied d’un conseil de discipline, réforme des structures administratives et resserrement des contrôles comptables, obtention du droit exclusif de décerner les licences de pratique et augmentation des pouvoirs de répression à l’endroit des praticiens illégaux sont autant d’éléments qui orienteront, entre autres, le mandat du Collège jusqu’en 1960. Le Collège obtient aussi, dans la foulée, le pouvoir juridique de sanctionner ses membres par l’intermédiaire d’un conseil de discipline.
En 1974, alors que le Code des professions entre en vigueur dans la province, le Collège modifie son nom pour la Corporation professionnelle des médecins du Québec (CPMQ). Le Code des professions et la Loi médicale confirment alors les obligations de la Corporation en ce qui a trait à la protection du public, à la surveillance de l’exercice de la profession et à l’éducation médicale continue. En outre, il reconnaît à la Corporation le pouvoir juridique d’autogestion et d’autocontrôle.
C’est aussi en 1974 que le Dr Augustin Roy est élu président de l’ordre, fonction qu’il occupera pendant 20 ans. Avec le Dr André Lapierre, secrétaire général adjoint, ils forment un tandem qui marquera profondément l’histoire du CMQ en misant notamment sur des réalisations positives, comme l’éducation médicale continue pour élever la qualité de la médecine et la compétence des médecins. Sous la gouverne du Dr Roy, la Corporation vit une période de modernisation intense, et l’autonomie tout comme la liberté de l’ordre sont défendues à tout prix.
Deux décennies plus tard, en 1994, sous l’impulsion du Conseil d’administration, l’ordre change de désignation et devient le Collège des médecins du Québec. Le Dr Roch Bernier prend la présidence, épaulée par la Dre Joëlle Lescop au poste de secrétaire et directrice générale, une percée féminine significative à la permanence du Collège.
En 1998, c’est le Dr Yves Lamontagne qui succède au Dr Bernier comme président du CMQ. Au cours du premier mandat du Dr Lamontagne, certaines recommandations de la Commission sur l’exercice de la médecine des années 2000 sont appliquées et donnent lieu à l’échafaudage de plusieurs grands chantiers : un nouveau système de surveillance et d’amélioration de l’exercice est implanté en 1998, mettant l’accent sur la pédagogie et l’information pour aider les médecins à améliorer la qualité de leur pratique.
En 2016, alors que le Dr Charles Bernard préside le Conseil d’administration, les bureaux du CMQ migrent un peu plus au centre du boulevard René-Lévesque Ouest : ils élisent domicile au 35e étage du 1250, à Montréal.
En 2018, le Dr Mauril Gaudreault – médecin de famille du Saguenay Lac-Saint-Jean – accède à la présidence du Conseil d’administration du Collège des médecins du Québec. C’est sous sa gouverne que le CMQ amorce, en 2020, son Virage 2023, un plan stratégique qui, en 3 ans, a permis au Collège de se pencher sur l’accès à un médecin en travaillant à former et accompagner les praticiennes et praticiens en fin de carrière, pour qu’ils puissent cesser progressivement leur pratique. Le comité de direction et le Conseil d’administration du CMQ ont aussi profité du virage pour entamer un exercice de réflexion sur le rôle des médecins de famille au sein d’une première ligne en pleine mutation. Le rapport du groupe de travail sur le futur de la formation en médecine de famille a aussi été publié, sans oublier la mise en place d’un vaste chantier sur l’élargissement des pratiques.
En parallèle, un groupe s’est penché sur les stérilisations imposées aux femmes autochtones, donnant entre autres lieu à une formation de base en sécurisation culturelle des soins de santé, échafaudée en collaboration avec les populations marginalisées de la province, autochtones comme allochtones. Il est à noter que cette formation sera proposée à tous les médecins membres du CMQ ainsi qu’aux résidentes et résidents en médecine, et ce à compter de septembre 2024.
Pour approfondir la riche histoire du Collège des médecins du Québec, consultez cette page de son site Web : Histoire du Collège.

### Les présidents du Collège des médecins du Québec[11]
- 1847 - 1849 : Daniel Arnoldi
- 1849 - 1850 : Wolfred Nelson
- 1850 - 1853 : Joseph Morrin
- 1853 - 1856 : Andrew Fernando Holmes
- 1856 - 1859 : Jean-Charles Frémont
- 1859 - 1862 : Archibald Hall
- 1862 - 1865 : William Marsden
- 1865 - 1868 : Joshua Chamberlin
- 1868 - 1871 : Jean-Étienne Landry
- 1871 - 1874 : William E. Scott
- 1874 - 1877 : Robert H. Russell
- 1877 - 1880 : Jean-Philippe Rottot
- 1880 - 1883 : Robert Palmer Howard
- 1883 - 1886 : Charles-Eugène Lemieux
- 1886 - 1889 : William Hales Hingston
- 1889 - 1895 : John Jones Ross
- 1895 - 1898 : Louis-Joseph-Alfred Simard
- 1898 - 1907 : Emmanuel-Persillier Lachapelle
- 1907 - 1914 : Louis-Philippe Normand
- 1914 - 1918 : Arthur Simard
- 1918 - 1926 : Rodolphe Boulet
- 1926 - 1930 : Joseph-Édouard Bélanger
- 1930 - 1938 : Pierre-Calixte Dagneau
- 1938 - 1946 : Joseph-Émile Desrochers
- 1946 - 1961 : Marc Trudel
- 1961 - 1962 : Richard Vance Ward
- 1962 - 1966 : Jean-Baptiste Jobin
- 1966 - 1972 : Gustave Gingras
- 1972 - 1974 : Jules Gosselin
- 1974 - 1994 : Augustin Roy
- 1994 - 1998 : Roch Bernier
- 1998 - 2010 : Yves Lamontagne
- 2010 - 2018 : Charles Bernard
- 2018 - à ce jour : Mauril Gaudreault

### 175eanniversaire du CMQ
En 2022, le Collège des médecins du Québec a célébré son 175e anniversaire.
« Depuis notre fondation, en 1847, la société, la pratique médicale et la science ont évolué; le Collège aussi! Notre mission, elle, n’a pourtant pas changé. Chaque jour, nous travaillons à protéger le public en veillant à une médecine de qualité. À titre de 34e président de l’un des plus anciens ordres professionnels au Québec, je suis fier et honoré de partager cette histoire avec vous », avait affirmé le Dr Mauril Gaudreault, lors du lancement des célébrations du 175e.
Pour l’occasion, le CMQ a aussi produit un balado nous faisant revivre l’histoire de l’ordre, et par ricochet, celle de la médecine au Québec. Présentés et commentés par le journaliste Bernard Derome, les 9 épisodes convient l’auditoire à un voyage dans le temps en compagnie de Denis Goulet, spécialiste de l’histoire de la médecine, qui passe en revue les moments les plus marquants, de 1847 à nos jours.
Un livre, signé Denis Goulet et retraçant l’histoire de l’ordre professionnel, a également été publié. Disponible en version imprimée comme numérique, cet ouvrage permet de faire un retour dans le temps et de constater à quel point l’exercice médical en est un en constante évolution, au Québec comme dans le monde entier.